# Igreja Católica no Quênia
A Igreja Católica na Quênia (em português brasileiro) ou Quénia (português europeu) é parte da Igreja Católica universal, em comunhão com a liderança espiritual do Papa, em Roma, e da Santa Sé. A ordem dos Missionários da Consolata está fortemente presente no país, e descreve a Igreja Católica queninana como "jovem e vibrante. É jovem na fé e nas suas expressões. As celebrações litúrgicas aos domingos são muito festivas, exuberantes, tornando-se uma verdadeira manifestação de fé convicta". A Igreja atua em diferentes setores da sociedade, especialmente na saúde e na educação: 40% das instituições estão sob o cuidado e patrocínio da Igreja Católica e muitos leigos são preparados e envolvidos; 95% do trabalho pastoral e formação humana estão nas mãos do clero, religiosos e leigos locais.
A situação geral da liberdade religiosa no país mostrou ligeira melhora entre 2016 e 2018, de acordo com o relatório de liberdade religiosa da Fundação Pontifícia Ajuda à Igreja que Sofre. O grupo terrorista islâmico, Al-Shabab, fundado na vizinha Somália, realiza há anos ataques terroristas em território etíope e queniano. O maior desses ataques até o momento foi realizado contra a Universidade Garissa, em 2015, que teve um saldo de 147 mortos. Os terroristas também visam alvos cristãos, da sociedade em geral, e até os muçulmanos que não seguem o ramo wahabista do Islã.

## História
Os comerciantes portugueses chegaram à costa do atual território queniano em 1498, porém, estes foram expulsos da região por forças de Omã, e a evangelização cristã contínua dos povos nativos do território só foi iniciada por missionários protestantes em 1844. Essa influência protestante aumentou depois de 1887, quando o Quênia tornou-se parte da Companhia Imperial Britânica da África Oriental. Os padres espiritanos entraram na Tangânica em 1892, e o a comunidade católica do Quênia passou para o controle da Prefeitura Apostólica de Zanzibar (vicariato em 1906). Os padres missionários da Consolata chegaram em 1902, os padres de Mill Hill em 1904 e a Sociedade Missionária de São Patrício em 1953. A apatia dos nativos, as dificuldades dos idiomas e as influências muçulmanas nas áreas costeiras do país representaram grandes obstáculos aos esforços de evangelização, mas o catolicismo cresceu e ganhou adeptos, especialmente através da promoção da educação.

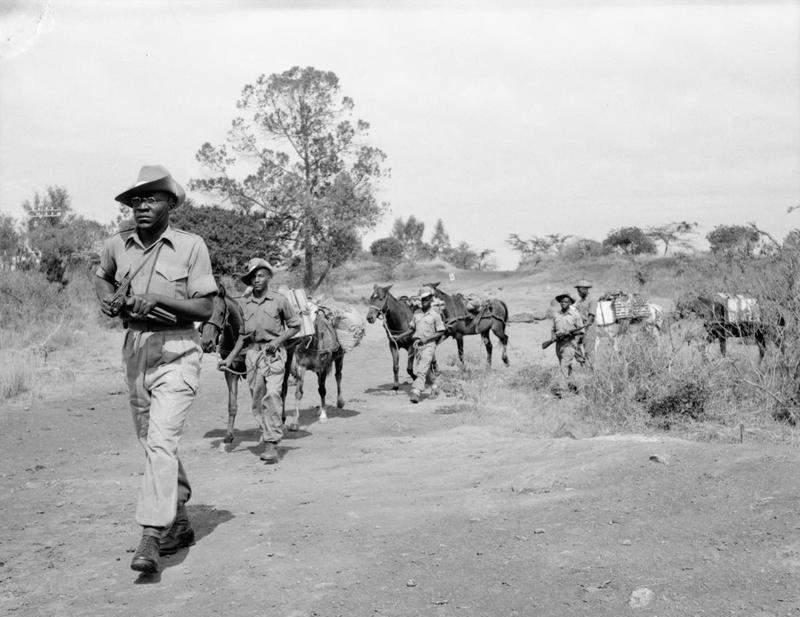
Tropas dos fuzis do rei africano carregam suprimentos a cavalo. Eles são escoltados por soldados armados vigiando os combatentes de Mau-Mau

O nacionalismo crescente da década de 1950 levou à Revolta dos Mau-Mau, e foi um período em que muitos cristãos africanos foram mortos. Mesmo durante a Segunda Guerra Mundial e com o terrorismo dos Mau-Mau, os esforços da Igreja entre os nativos do Quênia continuaram e as conversões, principalmente entre os quicuios, aumentaram. Um dos esforços mais reconhecidos da Igreja Católica queniana do século XX foi a de proporcionar a educação básica ao povo. Em 1953, a hierarquia da Igreja foi estabelecida no país, e Nairóbi, a capital, tornou-se a sede de uma arquidiocese metropolitana do país. Na época da independência do Quênia, em 1963, cerca de 10% dos habitantes eram muçulmanos, 20% eram cristãos (incluindo 820.000 protestantes) e o restante praticava crenças indígenas que às vezes incorporavam elementos cristãos.
Jomo Kenyatta, que foi o primeiro presidente da nova república, morreu em 1978, e Daniel Toroitich arap Moi ascendeu ao poder. Impopular, ineficiente e corrupto, o governo de Moi provocou mais agitação e uma tentativa fracassada de golpe de estado, até que concordou com as eleições, que foram realizadas em 1992. Sua nova vitória nessas eleições não significaram a estabilização política, e nem o fim da violência étnica. Em 1998, a embaixada dos EUA em Nairóbi foi bombardeada, deixando numerosas vítimas; a Igreja teve um papel ativo no alívio do sofrimento que se seguiu a essa tragédia. Apesar da corrupção do governo em todo o país, as autoridades católicas do Quênia continuaram se manifestando contra a pobreza, o preconceito étnico e outras questões sociais que ameaçavam a qualidade de vida. Entre os mais proeminentes desses líderes estavam o arcebispo de Nairóbi, Dom Raphael Ndingi Mwana a 'Nzeki, e o padre John Kaiser, um missionário de Mill Hill. O padre Kaiser foi assassinado em agosto de 2000, e acredita-se que sua morte foi uma consequência de suas francas declarações contra o governo; as investigações de sua morte foram interrompidas pela polícia.
Apesar da controvérsia em torno de seu governo, Moi defendeu muitas políticas sociais alinhadas à doutrina católica. Por exemplo, em 1996, ele proibiu o ensino de educação sexual nas escolas quenianas. Entretanto, ao mesmo tempo que o governo respeitava a liberdade religiosa, restringia ativamente algumas atividades que não eram propriamente religiosas da Igreja. Em abril de 2000, a polícia interrompeu um encontro de católicos em uma igreja de Laikipia, alegando que os participantes eram suspeitos de serem combatentes da liberdade. Os esforços ecumênicos da Igreja no Quênia incluíram a criação do Movimento da Paz entre Fés, reunindo muçulmanos, católicos, hindus e protestantes; apesar de tais esforços, confrontos entre muçulmanos e seitas cristãs foram relatado ao longo dos anos 1990, e em 1996 uma basílica em Nairóbi foi profanada por protestantes fundamentalistas.

## Atualmente

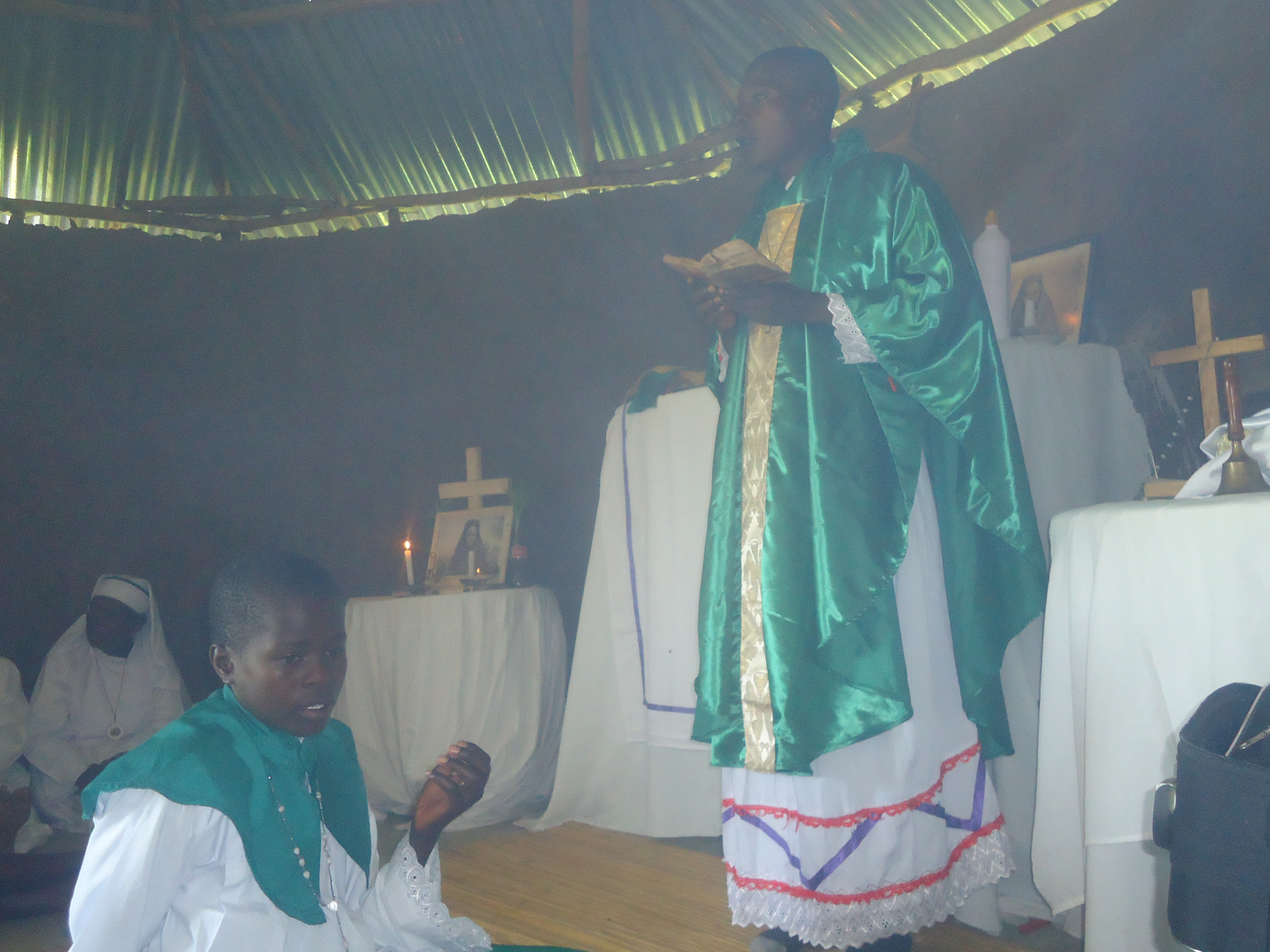
Padre queniano celebrando a Missa

Em 2000, o Quênia tinha 607 paróquias atendidas por 860 padres seculares e 877 religiosos, 609 irmãos e 3.773 irmãs. Mais de 220.000 batismos foram realizados no país em 1999. Já estatísticas de 2015, dizem que mais de 12.000 escolas, incluindo jardins de infância, são dirigidas por religiosos no Quênia. A Igreja Católica queniana se modernizou no uso dos meios de comunicação modernos, como por exemplo, a Diocese de Nakuru possui duas estações de rádio, a "Radio Amani" e "Radio Umoja".
O Quênia costumava ser um país estável e modelo para a região, perdurando esta imagem até a primeira metade da década de 2000. Essa situação começou a mudar em meados de 2005, chegando a seu ápice em 2007 e 2008, por causa de polarização eleitoral, e depois também, os conflitos contribuíram para o aumento da militância islâmica na região. Hoje em dia, em algumas partes das regiões nordeste e costeira, os cristãos são proibidos de ter acesso a recursos comunitários. As tensões políticas surgidas na Província da Costa têm diminuído, contudo, as ações violentas de membros do Al-Shabaab continuam, sobretudo no norte e no leste queniano, constituindo uma séria ameaça à população, especialmente migrantes e não muçulmanos. O grupo se articula de uma forma que usa a religião como desculpa para fins políticos e de propaganda para atacar não muçulmanos ou instituições não islâmicas. A Igreja vem denunciando continuamente a falta de segurança no país, especialmente na fronteira com a Somália, onde ataques terroristas ocorrem com frequência, e que tem sua população constituída em sua maioria por somalis muçulmanos.
Em 5 de junho de 2016, um artefato explosivo foi encontrado na paróquia católica de Quianiaga, em Quiriniaga, na Província Central, pouco antes da missa dominical. Mais de 500 pessoas foram evacuadas do local e a bomba foi mais tarde detonada em segurança por unidades especiais da polícia. Um policial afirmou que este foi o quinto ataque contra cristãos naquele condado. O mesmo caso ocorreu na paróquia São Miguel, em Mandera, na Província Nordeste, em 26 de novembro de 2017. Felizmente, a bomba explodiu perto do muro que rodeia a igreja. Ninguém ficou ferido no ataque.

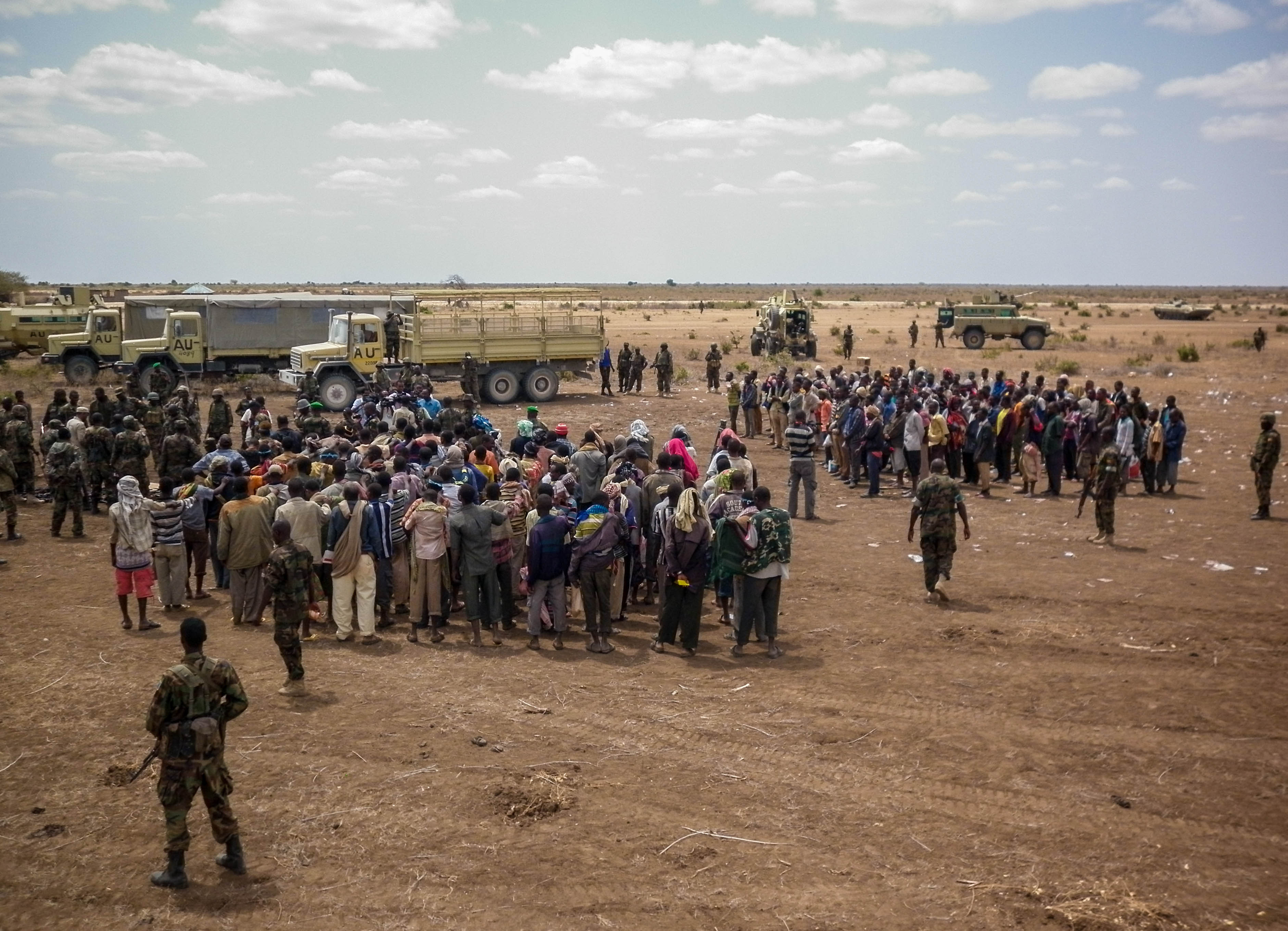
Militantes do grupo Al-Shabaab

Ataques a padres também vêm se tornando comuns no país: em 2017 um padre católico da Arquidiocese de Kisumu, na Província de Nyanza, que anteriormente tinha feito um apelo público ao governo queniano para que pusesse fim aos assassinatos na região, foi morto por homens desconhecidos na véspera das eleições presidenciais. Em setembro de 2018, militantes muçulmanos armados pararam um veículo que se dirigia para Garissa, e fizeram os passageiros recitarem versos do Alcorão e mataram dois deles que não foram capazes de o fazer. Já em 6 de junho de 2019, Eutycas Murangiri Muthur, padre responsável pela paróquia de Limbine, Diocese de Meru, na cidade de Tigania, foi morto a facadas dentro do seu carro em Makutano. Em 8 de outubro de 2019, outro sacerdote católico é vítima da violência: o padre Michael Kyengo Maingi foi morto e assaltado. O Papa Francisco expressou suas condolências e condenou um ataque terrorista em um hotel de Nairóbi, acontecido em 15 de janeiro de 2019, que vitimou 20 pessoas.
A protocatedral de Marsabit (Província Oriental) foi atacada em 13 de janeiro de 2018 por manifestantes muçulmanos após a detenção de um líder islamita acusado de ter ligações com o Al-Shabaab. Três pessoas foram mortas durante o ataque e o segurança do templo sofreu ferimentos menores. Em abril do mesmo ano, duas igrejas e algumas casas foram incendiadas pela polícia em Laikipia, no Vale do Rift. Além disso, em outro caso de violência, o diretor e mais 35 estudantes de uma escola localizada em Nairóbi, ficaram feridos em janeiro de 2018 depois de uma briga entre estudantes cristãos e muçulmanos, devido a uma alegada discriminação religiosa.
Ainda que em um momento passado, tanto a Ajuda à Igreja que Sofre quanto a Fundação Portas Abertas, tenham descrito em sintonia que os ataques contra os cristãos começavam a diminuir em número e intensidade, o medo voltou a crescer entre esse grupo no último relatório da ACN, que afirma que o Al-Shabaab está multiplicando emboscadas, sequestros, tiroteios a veículos e ataques a militares e civis nos condados de Mandera, Wajir e Garissa. Há registros de que ataques têm sido feitos com a participação de ex-cristãos convertidos ao Islã. A Conferência Episcopal do Quênia lançou em novembro de 2019 uma campanha anticorrupção apelando a uma proibição de doações em dinheiro para evitar "dinheiro de origem duvidosa".
Como sinal de cooperação entre os grupos religiosos, durante o Natal de 2019, os líderes católicos recolheram donativos para os muçulmanos da região que faz fronteira com a Somália. Os sacerdotes disseram que os líderes muçulmanos lhes tinham previamente entregado presentes durante as suas celebrações religiosas. Em 6 de novembro de 2020, o Papa Francisco encontrou-se com o Presidente Uhuru Muigai Kenyatta na Biblioteca Apostólica Vaticana. O encontro destacou as "boas relações bilaterais" e as contribuições da Igreja Católica "para o bem da sociedade queniana, com particular referência à educação e ao cuidado da saúde".
A pandemia de COVID-19 teve um forte impacto na Igreja Católica queniana. As missas com a presença do público foram suspensas em 23 de março de 2020, e só reabriram em julho daquele ano. A Igreja manteve sua assistência humanitária aos quenianos em necessidade durante a pandemia. O distanciamento social imposto pela pandemia fez com que a conferência episcopal queniana se mobilizasse para conseguir a concessão do governo para levar ao ar a primeira estação de televisão nacional de propriedade da Igreja Católica, a qual iniciou suas operações em setembro de 2020. Além disso, em novembro de 2020, a conferência organizou sessões de formação nas dioceses de todo o país para "abordar os crescentes incidentes de violência baseada no gênero na sequência da pandemia da COVID-19".

## Organização territorial

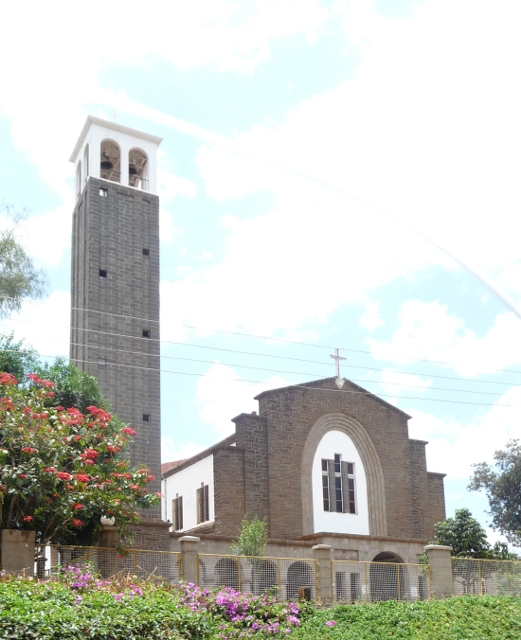
Catedral de Neyri

O catolicismo está presente no país com quatro províncias eclesiásticas e duas missões sui iuris, e totalizam 26 circunscrições eclesiásticas, sendo quatro arquidioceses, 20 dioceses, um vicariato apostólico e um ordinariato militar. Abaixo estão listadas essas circunscrições:
- Arquidiocese de Kisumu
  - Diocese de Bungoma
  - Diocese de Eldoret
  - Diocese de Homa Bay
  - Diocese de Kakamega
  - Diocese de Kisii
  - Diocese de Kitale
  - Diocese de Lodwar
- Arquidiocese de Mombaça
  - Diocese de Garissa
  - Diocese de Malindi
- Arquidiocese de Nairóbi
  - Diocese de Kericho
  - Diocese de Kitui
  - Diocese de Machakos
  - Diocese de Nakuru
  - Diocese de Ngong
- Arquidiocese de Nyeri
  - Diocese de Embu
  - Diocese de Maralal
  - Diocese de Marsabit
  - Diocese de Meru
  - Diocese de Murang'a
  - Diocese de Myahururu
- Vicariato Apostólico de Isiolo
- Ordinariato Militar do Quênia

## Conferência Episcopal
A reunião episcopal do país forma a Conferência dos Bispos Católicos do Quênia, que foi criada em 1969.

## Nunciatura Apostólica
A Pró-nunciatura Apostólica do Quênia foi criada em 1965, e elevada a nunciatura apostólica em 1996.

## Visitas papais
O país foi visitado pelo Papa São João Paulo II por três vezes: em 1980, juntamente com Zaire, Congo, Gana, Burquina Faso e Costa do Marfim; em 1985, juntamente com Togo, Costa do Marfim, Camarões, República Centro-Africana, Zaire e Marrocos. e em 1995 juntamente com Camarões e África do Sul. O Quênia também foi visitado pelo Papa Francisco em 2015, juntamente com Uganda e República Centro-Africana.
Em uma Missa celebrada na campus da Universidade de Nairóbi, no dia 26 de novembro de 2015, o Papa Francisco afirmou:
| “ | A palavra de Deus toca-nos no mais íntimo do coração. Hoje, Deus diz-nos que Lhe pertencemos. Foi Ele quem nos fez, somos a sua família, e Ele estará sempre ao nosso dispor. Não temais – diz-nos Ele! Eu vos escolhi e prometo dar-vos a minha bênção (cf. Is 44, 2). [...]. A profecia de Isaías convida-nos a olhar para as nossas famílias, dando-nos conta de como são importantes no plano de Deus. A sociedade do Quênia tem sido longamente abençoada com uma vida familiar sólida, um respeito profundo pela sabedoria dos idosos e o amor pelas crianças. A saúde de qualquer sociedade depende da saúde das famílias. Para nosso próprio bem e para bem da sociedade, a nossa fé na Palavra de Deus chama-nos a sustentar a missão das famílias na sociedade, a acolher as crianças como uma bênção para o nosso mundo, e a defender a dignidade de cada homem e mulher, pois somos todos irmãos e irmãs na única família humana. | ” |
|   | — Papa Francisco em sua homilia durante a missa celebrada na Universidade de Nairóbi. |   |

## Santos

### Beatos
- Beata Irene Stefani[27]
- Beata Maria Carola Cecchin[28]

### Veneráveis
- Venerável Edel Quinn[29]

### Servos de Deus
- Servo de Deus Maurice Michael Otunga[30]

Atualmente também encontra-se em processo de investigação pela Diocese de Eldoret de supostos milagres da freira queniana Anna Ali, para que se inicie um possível processo de beatificação.